# Теорія масового спілкування
Теорія масового спілкування або Теорія комунікації: Людське спілкування розуміється по-різному різними індивідами. Це розмаїття є результатом того, що комунікація є порівняно молодою галуззю досліджень, що складається з дуже широкої кількості дисциплін. Вона охоплює роботи, взяті з гуманітарних досліджень риторики, журналістики, соціології, психології, антропології та семіотики. 
Споріднені галузі науки включають біокомунікацію (англ. biocommunication), яка досліджує комунікативні процеси не тільки людей, а й серед не-людей: бактерій, тварин, грибів і рослин; а також теорію інформації, яка забезпечує математичну модель для вимірювання зв'язку (комунікації) всередині систем і поза ними.
Як правило, людське спілкування пов'язане з виробленням сенсу і обміном розумінням. Одна з моделей комунікації розглядає його з точки зору передачі інформації від однієї людини до іншої (Модель передачі). Справді, багато дослідників комунікації прийняли це як робоче визначення, яке використовується в максимі Лассвелла: "хто що кому говорить в який канал з яким ефектом" як значення опису галузі теорії комунікації. Серед тих, хто прийняли модель передачі є ті, хто пов'язує себе з комунікаційними науками, і бачать її коріння в дослідженні пропаганди та засобів масової інформації на початку 20 століття.
Проста модель спілкування з відправника перекладу повідомлення, що містять інформацію на приймач.
Інші коментатори стверджують, що ритуал процесу комунікації існує незалежно від конкретних історичних і соціальних умов. Ця традиція багато в чому пов'язана з ранніми вченими символічного інтеракціонізму, а також феноменологами.